# Harry Nelson Pillsbury
Harry Nelson Pillsbury (Somerville, 3 dicembre 1872 – Filadelfia, 17 giugno 1906) è stato uno scacchista statunitense.
Pur essendo stato un grande giocatore, non scrisse nulla sugli scacchi. Si sa poco della sua famiglia e della sua educazione.
Fu tra i più forti giocatori statunitensi dopo la scomparsa dalle scene di Paul Morphy e prima dell'arrivo, molti decenni dopo, di Bobby Fischer. Alla fine dell'Ottocento e all'inizio del Novecento fu certamente tra i più forti giocatori al mondo, anche se non riuscì mai ad arrivare alla sfida per il titolo mondiale.

## Biografia

### Gli inizi
Pillsbury nacque a Somerville nel Massachusetts, si trasferì a New York nel 1884 e successivamente a Filadelfia nel 1898.
Nel 1890, giocatore di scacchi da soli due anni, batté l'allora noto esperto di scacchi H.N. Stone. Nell'aprile del 1892 Pillsbury vinse un match per 2 a 1 contro il campione del mondo Wilhelm Steinitz, che però giocava con lo svantaggio di un pedone. La crescita di Pillsbury fu rapidissima e in breve tempo si trovò senza rivali nella scena scacchistica newyorkese.

### Hastings 1895
Nel 1895 Il Brooklyn chess club sponsorizzò il suo viaggio in Europa per farlo giocare nel torneo di Hastings, al quale parteciparono tutti i maggiori giocatori dell'epoca. La vittoria del ventiduenne Pillsbury lo fece diventare una celebrità negli Stati Uniti e all'estero, avendo superato campioni del calibro di Emanuel Lasker (campione del mondo in carica), Wilhelm Steinitz (ex campione del mondo), i recenti sfidanti al titolo mondiale Mikhail Chigorin e Isidor Gunsberg e i futuri sfidanti Siegbert Tarrasch, Carl Schlechter e David Janowski.
Lo stile dinamico che Pillsbury esibì durante il torneo contribuì anche alla diffusione della popolarità del gambetto di donna durante gli anni '90 del 1800, in particolare la sua famosa vittoria contro Siegbert Tarrasch contribuì a questo scopo.

### San Pietroburgo 1895
Il suo successivo torneo importante fu a San Pietroburgo 1895, un girone all'italiana a sei turni tra quattro dei primi cinque classificati ad Hastings (Pillsbury, Chigorin, Lasker e Steinitz; assente Tarrasch).
Sembra che Pillsbury avesse contratto la sifilide prima dell'inizio del torneo. Benché fosse al comando dopo la prima metà del torneo (Pillsbury 6,5 punti su 9, Lasker 5.5, Steinitz 4,5, Chigorin 1,5), fu afflitto da forti emicranie e ottenne solo 1,5 su 9 nella seconda metà, concludendo al 3º posto.
Perse l'importante scontro con Lasker e Garry Kasparov ha fatto notare che se l'avesse vinto avrebbe potuto concludere il torneo al comando e ottenere un match per il titolo mondiale contro Lasker.

### Campione statunitense
Malgrado la sua salute cagionevole, Pillbury batté il campione americano Jackson Showalter nel 1897, vincendo così il Campionato statunitense e mantenendo il titolo sino alla sua morte. Arrivò primo a pari merito con Siegbert Tarrasch nel torneo di Vienna 1898, ma perse lo spareggio contro il tedesco.

### Declino e morte
La poca salute gli impedì di realizzare il suo completo potenziale per il resto della vita. Il pregiudizio ai tempi corrente riguardo alla sifilide rende difficile pensare che abbia cercato aiuto medico. La malattia lo sconfisse infine nel 1906.
È sepolto nel cimitero Laurel Hill di Reading nel Massachusetts.

## Risultati contro i contemporanei
Pillsbury ebbe un risultato pari contro Lasker (+5 =4 –5), riuscendo anche a batterlo con i pezzi neri a San Pietroburgo nel 1895 e ad Augsburg nel 1900 (benché questa sia stata una partita amichevole, non di torneo):
|   | a | b | c | d | e | f | g | h |   |
| 8 | a8 torre del nero · d8 donna del nero · e8 torre del nero · g8 re del nero · a7 pedone del nero · b7 pedone del nero · c7 pedone del nero · e7 alfiere del nero · g7 pedone del nero · h7 pedone del nero · d5 pedone del bianco · f5 pedone del nero · e4 alfiere del nero · f4 pedone del bianco · g4 alfiere del bianco · c3 alfiere del bianco · g3 donna del bianco · h3 cavallo del bianco · a2 pedone del bianco · b2 pedone del bianco · c2 pedone del bianco · g2 pedone del bianco · h2 pedone del bianco · c1 re del bianco · d1 torre del bianco · h1 torre del bianco | a8 torre del nero · d8 donna del nero · e8 torre del nero · g8 re del nero · a7 pedone del nero · b7 pedone del nero · c7 pedone del nero · e7 alfiere del nero · g7 pedone del nero · h7 pedone del nero · d5 pedone del bianco · f5 pedone del nero · e4 alfiere del nero · f4 pedone del bianco · g4 alfiere del bianco · c3 alfiere del bianco · g3 donna del bianco · h3 cavallo del bianco · a2 pedone del bianco · b2 pedone del bianco · c2 pedone del bianco · g2 pedone del bianco · h2 pedone del bianco · c1 re del bianco · d1 torre del bianco · h1 torre del bianco | a8 torre del nero · d8 donna del nero · e8 torre del nero · g8 re del nero · a7 pedone del nero · b7 pedone del nero · c7 pedone del nero · e7 alfiere del nero · g7 pedone del nero · h7 pedone del nero · d5 pedone del bianco · f5 pedone del nero · e4 alfiere del nero · f4 pedone del bianco · g4 alfiere del bianco · c3 alfiere del bianco · g3 donna del bianco · h3 cavallo del bianco · a2 pedone del bianco · b2 pedone del bianco · c2 pedone del bianco · g2 pedone del bianco · h2 pedone del bianco · c1 re del bianco · d1 torre del bianco · h1 torre del bianco | a8 torre del nero · d8 donna del nero · e8 torre del nero · g8 re del nero · a7 pedone del nero · b7 pedone del nero · c7 pedone del nero · e7 alfiere del nero · g7 pedone del nero · h7 pedone del nero · d5 pedone del bianco · f5 pedone del nero · e4 alfiere del nero · f4 pedone del bianco · g4 alfiere del bianco · c3 alfiere del bianco · g3 donna del bianco · h3 cavallo del bianco · a2 pedone del bianco · b2 pedone del bianco · c2 pedone del bianco · g2 pedone del bianco · h2 pedone del bianco · c1 re del bianco · d1 torre del bianco · h1 torre del bianco | a8 torre del nero · d8 donna del nero · e8 torre del nero · g8 re del nero · a7 pedone del nero · b7 pedone del nero · c7 pedone del nero · e7 alfiere del nero · g7 pedone del nero · h7 pedone del nero · d5 pedone del bianco · f5 pedone del nero · e4 alfiere del nero · f4 pedone del bianco · g4 alfiere del bianco · c3 alfiere del bianco · g3 donna del bianco · h3 cavallo del bianco · a2 pedone del bianco · b2 pedone del bianco · c2 pedone del bianco · g2 pedone del bianco · h2 pedone del bianco · c1 re del bianco · d1 torre del bianco · h1 torre del bianco | a8 torre del nero · d8 donna del nero · e8 torre del nero · g8 re del nero · a7 pedone del nero · b7 pedone del nero · c7 pedone del nero · e7 alfiere del nero · g7 pedone del nero · h7 pedone del nero · d5 pedone del bianco · f5 pedone del nero · e4 alfiere del nero · f4 pedone del bianco · g4 alfiere del bianco · c3 alfiere del bianco · g3 donna del bianco · h3 cavallo del bianco · a2 pedone del bianco · b2 pedone del bianco · c2 pedone del bianco · g2 pedone del bianco · h2 pedone del bianco · c1 re del bianco · d1 torre del bianco · h1 torre del bianco | a8 torre del nero · d8 donna del nero · e8 torre del nero · g8 re del nero · a7 pedone del nero · b7 pedone del nero · c7 pedone del nero · e7 alfiere del nero · g7 pedone del nero · h7 pedone del nero · d5 pedone del bianco · f5 pedone del nero · e4 alfiere del nero · f4 pedone del bianco · g4 alfiere del bianco · c3 alfiere del bianco · g3 donna del bianco · h3 cavallo del bianco · a2 pedone del bianco · b2 pedone del bianco · c2 pedone del bianco · g2 pedone del bianco · h2 pedone del bianco · c1 re del bianco · d1 torre del bianco · h1 torre del bianco | a8 torre del nero · d8 donna del nero · e8 torre del nero · g8 re del nero · a7 pedone del nero · b7 pedone del nero · c7 pedone del nero · e7 alfiere del nero · g7 pedone del nero · h7 pedone del nero · d5 pedone del bianco · f5 pedone del nero · e4 alfiere del nero · f4 pedone del bianco · g4 alfiere del bianco · c3 alfiere del bianco · g3 donna del bianco · h3 cavallo del bianco · a2 pedone del bianco · b2 pedone del bianco · c2 pedone del bianco · g2 pedone del bianco · h2 pedone del bianco · c1 re del bianco · d1 torre del bianco · h1 torre del bianco | 8 |
| 7 | a8 torre del nero · d8 donna del nero · e8 torre del nero · g8 re del nero · a7 pedone del nero · b7 pedone del nero · c7 pedone del nero · e7 alfiere del nero · g7 pedone del nero · h7 pedone del nero · d5 pedone del bianco · f5 pedone del nero · e4 alfiere del nero · f4 pedone del bianco · g4 alfiere del bianco · c3 alfiere del bianco · g3 donna del bianco · h3 cavallo del bianco · a2 pedone del bianco · b2 pedone del bianco · c2 pedone del bianco · g2 pedone del bianco · h2 pedone del bianco · c1 re del bianco · d1 torre del bianco · h1 torre del bianco | a8 torre del nero · d8 donna del nero · e8 torre del nero · g8 re del nero · a7 pedone del nero · b7 pedone del nero · c7 pedone del nero · e7 alfiere del nero · g7 pedone del nero · h7 pedone del nero · d5 pedone del bianco · f5 pedone del nero · e4 alfiere del nero · f4 pedone del bianco · g4 alfiere del bianco · c3 alfiere del bianco · g3 donna del bianco · h3 cavallo del bianco · a2 pedone del bianco · b2 pedone del bianco · c2 pedone del bianco · g2 pedone del bianco · h2 pedone del bianco · c1 re del bianco · d1 torre del bianco · h1 torre del bianco | a8 torre del nero · d8 donna del nero · e8 torre del nero · g8 re del nero · a7 pedone del nero · b7 pedone del nero · c7 pedone del nero · e7 alfiere del nero · g7 pedone del nero · h7 pedone del nero · d5 pedone del bianco · f5 pedone del nero · e4 alfiere del nero · f4 pedone del bianco · g4 alfiere del bianco · c3 alfiere del bianco · g3 donna del bianco · h3 cavallo del bianco · a2 pedone del bianco · b2 pedone del bianco · c2 pedone del bianco · g2 pedone del bianco · h2 pedone del bianco · c1 re del bianco · d1 torre del bianco · h1 torre del bianco | a8 torre del nero · d8 donna del nero · e8 torre del nero · g8 re del nero · a7 pedone del nero · b7 pedone del nero · c7 pedone del nero · e7 alfiere del nero · g7 pedone del nero · h7 pedone del nero · d5 pedone del bianco · f5 pedone del nero · e4 alfiere del nero · f4 pedone del bianco · g4 alfiere del bianco · c3 alfiere del bianco · g3 donna del bianco · h3 cavallo del bianco · a2 pedone del bianco · b2 pedone del bianco · c2 pedone del bianco · g2 pedone del bianco · h2 pedone del bianco · c1 re del bianco · d1 torre del bianco · h1 torre del bianco | a8 torre del nero · d8 donna del nero · e8 torre del nero · g8 re del nero · a7 pedone del nero · b7 pedone del nero · c7 pedone del nero · e7 alfiere del nero · g7 pedone del nero · h7 pedone del nero · d5 pedone del bianco · f5 pedone del nero · e4 alfiere del nero · f4 pedone del bianco · g4 alfiere del bianco · c3 alfiere del bianco · g3 donna del bianco · h3 cavallo del bianco · a2 pedone del bianco · b2 pedone del bianco · c2 pedone del bianco · g2 pedone del bianco · h2 pedone del bianco · c1 re del bianco · d1 torre del bianco · h1 torre del bianco | a8 torre del nero · d8 donna del nero · e8 torre del nero · g8 re del nero · a7 pedone del nero · b7 pedone del nero · c7 pedone del nero · e7 alfiere del nero · g7 pedone del nero · h7 pedone del nero · d5 pedone del bianco · f5 pedone del nero · e4 alfiere del nero · f4 pedone del bianco · g4 alfiere del bianco · c3 alfiere del bianco · g3 donna del bianco · h3 cavallo del bianco · a2 pedone del bianco · b2 pedone del bianco · c2 pedone del bianco · g2 pedone del bianco · h2 pedone del bianco · c1 re del bianco · d1 torre del bianco · h1 torre del bianco | a8 torre del nero · d8 donna del nero · e8 torre del nero · g8 re del nero · a7 pedone del nero · b7 pedone del nero · c7 pedone del nero · e7 alfiere del nero · g7 pedone del nero · h7 pedone del nero · d5 pedone del bianco · f5 pedone del nero · e4 alfiere del nero · f4 pedone del bianco · g4 alfiere del bianco · c3 alfiere del bianco · g3 donna del bianco · h3 cavallo del bianco · a2 pedone del bianco · b2 pedone del bianco · c2 pedone del bianco · g2 pedone del bianco · h2 pedone del bianco · c1 re del bianco · d1 torre del bianco · h1 torre del bianco | a8 torre del nero · d8 donna del nero · e8 torre del nero · g8 re del nero · a7 pedone del nero · b7 pedone del nero · c7 pedone del nero · e7 alfiere del nero · g7 pedone del nero · h7 pedone del nero · d5 pedone del bianco · f5 pedone del nero · e4 alfiere del nero · f4 pedone del bianco · g4 alfiere del bianco · c3 alfiere del bianco · g3 donna del bianco · h3 cavallo del bianco · a2 pedone del bianco · b2 pedone del bianco · c2 pedone del bianco · g2 pedone del bianco · h2 pedone del bianco · c1 re del bianco · d1 torre del bianco · h1 torre del bianco | 7 |
| 6 | a8 torre del nero · d8 donna del nero · e8 torre del nero · g8 re del nero · a7 pedone del nero · b7 pedone del nero · c7 pedone del nero · e7 alfiere del nero · g7 pedone del nero · h7 pedone del nero · d5 pedone del bianco · f5 pedone del nero · e4 alfiere del nero · f4 pedone del bianco · g4 alfiere del bianco · c3 alfiere del bianco · g3 donna del bianco · h3 cavallo del bianco · a2 pedone del bianco · b2 pedone del bianco · c2 pedone del bianco · g2 pedone del bianco · h2 pedone del bianco · c1 re del bianco · d1 torre del bianco · h1 torre del bianco | a8 torre del nero · d8 donna del nero · e8 torre del nero · g8 re del nero · a7 pedone del nero · b7 pedone del nero · c7 pedone del nero · e7 alfiere del nero · g7 pedone del nero · h7 pedone del nero · d5 pedone del bianco · f5 pedone del nero · e4 alfiere del nero · f4 pedone del bianco · g4 alfiere del bianco · c3 alfiere del bianco · g3 donna del bianco · h3 cavallo del bianco · a2 pedone del bianco · b2 pedone del bianco · c2 pedone del bianco · g2 pedone del bianco · h2 pedone del bianco · c1 re del bianco · d1 torre del bianco · h1 torre del bianco | a8 torre del nero · d8 donna del nero · e8 torre del nero · g8 re del nero · a7 pedone del nero · b7 pedone del nero · c7 pedone del nero · e7 alfiere del nero · g7 pedone del nero · h7 pedone del nero · d5 pedone del bianco · f5 pedone del nero · e4 alfiere del nero · f4 pedone del bianco · g4 alfiere del bianco · c3 alfiere del bianco · g3 donna del bianco · h3 cavallo del bianco · a2 pedone del bianco · b2 pedone del bianco · c2 pedone del bianco · g2 pedone del bianco · h2 pedone del bianco · c1 re del bianco · d1 torre del bianco · h1 torre del bianco | a8 torre del nero · d8 donna del nero · e8 torre del nero · g8 re del nero · a7 pedone del nero · b7 pedone del nero · c7 pedone del nero · e7 alfiere del nero · g7 pedone del nero · h7 pedone del nero · d5 pedone del bianco · f5 pedone del nero · e4 alfiere del nero · f4 pedone del bianco · g4 alfiere del bianco · c3 alfiere del bianco · g3 donna del bianco · h3 cavallo del bianco · a2 pedone del bianco · b2 pedone del bianco · c2 pedone del bianco · g2 pedone del bianco · h2 pedone del bianco · c1 re del bianco · d1 torre del bianco · h1 torre del bianco | a8 torre del nero · d8 donna del nero · e8 torre del nero · g8 re del nero · a7 pedone del nero · b7 pedone del nero · c7 pedone del nero · e7 alfiere del nero · g7 pedone del nero · h7 pedone del nero · d5 pedone del bianco · f5 pedone del nero · e4 alfiere del nero · f4 pedone del bianco · g4 alfiere del bianco · c3 alfiere del bianco · g3 donna del bianco · h3 cavallo del bianco · a2 pedone del bianco · b2 pedone del bianco · c2 pedone del bianco · g2 pedone del bianco · h2 pedone del bianco · c1 re del bianco · d1 torre del bianco · h1 torre del bianco | a8 torre del nero · d8 donna del nero · e8 torre del nero · g8 re del nero · a7 pedone del nero · b7 pedone del nero · c7 pedone del nero · e7 alfiere del nero · g7 pedone del nero · h7 pedone del nero · d5 pedone del bianco · f5 pedone del nero · e4 alfiere del nero · f4 pedone del bianco · g4 alfiere del bianco · c3 alfiere del bianco · g3 donna del bianco · h3 cavallo del bianco · a2 pedone del bianco · b2 pedone del bianco · c2 pedone del bianco · g2 pedone del bianco · h2 pedone del bianco · c1 re del bianco · d1 torre del bianco · h1 torre del bianco | a8 torre del nero · d8 donna del nero · e8 torre del nero · g8 re del nero · a7 pedone del nero · b7 pedone del nero · c7 pedone del nero · e7 alfiere del nero · g7 pedone del nero · h7 pedone del nero · d5 pedone del bianco · f5 pedone del nero · e4 alfiere del nero · f4 pedone del bianco · g4 alfiere del bianco · c3 alfiere del bianco · g3 donna del bianco · h3 cavallo del bianco · a2 pedone del bianco · b2 pedone del bianco · c2 pedone del bianco · g2 pedone del bianco · h2 pedone del bianco · c1 re del bianco · d1 torre del bianco · h1 torre del bianco | a8 torre del nero · d8 donna del nero · e8 torre del nero · g8 re del nero · a7 pedone del nero · b7 pedone del nero · c7 pedone del nero · e7 alfiere del nero · g7 pedone del nero · h7 pedone del nero · d5 pedone del bianco · f5 pedone del nero · e4 alfiere del nero · f4 pedone del bianco · g4 alfiere del bianco · c3 alfiere del bianco · g3 donna del bianco · h3 cavallo del bianco · a2 pedone del bianco · b2 pedone del bianco · c2 pedone del bianco · g2 pedone del bianco · h2 pedone del bianco · c1 re del bianco · d1 torre del bianco · h1 torre del bianco | 6 |
| 5 | a8 torre del nero · d8 donna del nero · e8 torre del nero · g8 re del nero · a7 pedone del nero · b7 pedone del nero · c7 pedone del nero · e7 alfiere del nero · g7 pedone del nero · h7 pedone del nero · d5 pedone del bianco · f5 pedone del nero · e4 alfiere del nero · f4 pedone del bianco · g4 alfiere del bianco · c3 alfiere del bianco · g3 donna del bianco · h3 cavallo del bianco · a2 pedone del bianco · b2 pedone del bianco · c2 pedone del bianco · g2 pedone del bianco · h2 pedone del bianco · c1 re del bianco · d1 torre del bianco · h1 torre del bianco | a8 torre del nero · d8 donna del nero · e8 torre del nero · g8 re del nero · a7 pedone del nero · b7 pedone del nero · c7 pedone del nero · e7 alfiere del nero · g7 pedone del nero · h7 pedone del nero · d5 pedone del bianco · f5 pedone del nero · e4 alfiere del nero · f4 pedone del bianco · g4 alfiere del bianco · c3 alfiere del bianco · g3 donna del bianco · h3 cavallo del bianco · a2 pedone del bianco · b2 pedone del bianco · c2 pedone del bianco · g2 pedone del bianco · h2 pedone del bianco · c1 re del bianco · d1 torre del bianco · h1 torre del bianco | a8 torre del nero · d8 donna del nero · e8 torre del nero · g8 re del nero · a7 pedone del nero · b7 pedone del nero · c7 pedone del nero · e7 alfiere del nero · g7 pedone del nero · h7 pedone del nero · d5 pedone del bianco · f5 pedone del nero · e4 alfiere del nero · f4 pedone del bianco · g4 alfiere del bianco · c3 alfiere del bianco · g3 donna del bianco · h3 cavallo del bianco · a2 pedone del bianco · b2 pedone del bianco · c2 pedone del bianco · g2 pedone del bianco · h2 pedone del bianco · c1 re del bianco · d1 torre del bianco · h1 torre del bianco | a8 torre del nero · d8 donna del nero · e8 torre del nero · g8 re del nero · a7 pedone del nero · b7 pedone del nero · c7 pedone del nero · e7 alfiere del nero · g7 pedone del nero · h7 pedone del nero · d5 pedone del bianco · f5 pedone del nero · e4 alfiere del nero · f4 pedone del bianco · g4 alfiere del bianco · c3 alfiere del bianco · g3 donna del bianco · h3 cavallo del bianco · a2 pedone del bianco · b2 pedone del bianco · c2 pedone del bianco · g2 pedone del bianco · h2 pedone del bianco · c1 re del bianco · d1 torre del bianco · h1 torre del bianco | a8 torre del nero · d8 donna del nero · e8 torre del nero · g8 re del nero · a7 pedone del nero · b7 pedone del nero · c7 pedone del nero · e7 alfiere del nero · g7 pedone del nero · h7 pedone del nero · d5 pedone del bianco · f5 pedone del nero · e4 alfiere del nero · f4 pedone del bianco · g4 alfiere del bianco · c3 alfiere del bianco · g3 donna del bianco · h3 cavallo del bianco · a2 pedone del bianco · b2 pedone del bianco · c2 pedone del bianco · g2 pedone del bianco · h2 pedone del bianco · c1 re del bianco · d1 torre del bianco · h1 torre del bianco | a8 torre del nero · d8 donna del nero · e8 torre del nero · g8 re del nero · a7 pedone del nero · b7 pedone del nero · c7 pedone del nero · e7 alfiere del nero · g7 pedone del nero · h7 pedone del nero · d5 pedone del bianco · f5 pedone del nero · e4 alfiere del nero · f4 pedone del bianco · g4 alfiere del bianco · c3 alfiere del bianco · g3 donna del bianco · h3 cavallo del bianco · a2 pedone del bianco · b2 pedone del bianco · c2 pedone del bianco · g2 pedone del bianco · h2 pedone del bianco · c1 re del bianco · d1 torre del bianco · h1 torre del bianco | a8 torre del nero · d8 donna del nero · e8 torre del nero · g8 re del nero · a7 pedone del nero · b7 pedone del nero · c7 pedone del nero · e7 alfiere del nero · g7 pedone del nero · h7 pedone del nero · d5 pedone del bianco · f5 pedone del nero · e4 alfiere del nero · f4 pedone del bianco · g4 alfiere del bianco · c3 alfiere del bianco · g3 donna del bianco · h3 cavallo del bianco · a2 pedone del bianco · b2 pedone del bianco · c2 pedone del bianco · g2 pedone del bianco · h2 pedone del bianco · c1 re del bianco · d1 torre del bianco · h1 torre del bianco | a8 torre del nero · d8 donna del nero · e8 torre del nero · g8 re del nero · a7 pedone del nero · b7 pedone del nero · c7 pedone del nero · e7 alfiere del nero · g7 pedone del nero · h7 pedone del nero · d5 pedone del bianco · f5 pedone del nero · e4 alfiere del nero · f4 pedone del bianco · g4 alfiere del bianco · c3 alfiere del bianco · g3 donna del bianco · h3 cavallo del bianco · a2 pedone del bianco · b2 pedone del bianco · c2 pedone del bianco · g2 pedone del bianco · h2 pedone del bianco · c1 re del bianco · d1 torre del bianco · h1 torre del bianco | 5 |
| 4 | a8 torre del nero · d8 donna del nero · e8 torre del nero · g8 re del nero · a7 pedone del nero · b7 pedone del nero · c7 pedone del nero · e7 alfiere del nero · g7 pedone del nero · h7 pedone del nero · d5 pedone del bianco · f5 pedone del nero · e4 alfiere del nero · f4 pedone del bianco · g4 alfiere del bianco · c3 alfiere del bianco · g3 donna del bianco · h3 cavallo del bianco · a2 pedone del bianco · b2 pedone del bianco · c2 pedone del bianco · g2 pedone del bianco · h2 pedone del bianco · c1 re del bianco · d1 torre del bianco · h1 torre del bianco | a8 torre del nero · d8 donna del nero · e8 torre del nero · g8 re del nero · a7 pedone del nero · b7 pedone del nero · c7 pedone del nero · e7 alfiere del nero · g7 pedone del nero · h7 pedone del nero · d5 pedone del bianco · f5 pedone del nero · e4 alfiere del nero · f4 pedone del bianco · g4 alfiere del bianco · c3 alfiere del bianco · g3 donna del bianco · h3 cavallo del bianco · a2 pedone del bianco · b2 pedone del bianco · c2 pedone del bianco · g2 pedone del bianco · h2 pedone del bianco · c1 re del bianco · d1 torre del bianco · h1 torre del bianco | a8 torre del nero · d8 donna del nero · e8 torre del nero · g8 re del nero · a7 pedone del nero · b7 pedone del nero · c7 pedone del nero · e7 alfiere del nero · g7 pedone del nero · h7 pedone del nero · d5 pedone del bianco · f5 pedone del nero · e4 alfiere del nero · f4 pedone del bianco · g4 alfiere del bianco · c3 alfiere del bianco · g3 donna del bianco · h3 cavallo del bianco · a2 pedone del bianco · b2 pedone del bianco · c2 pedone del bianco · g2 pedone del bianco · h2 pedone del bianco · c1 re del bianco · d1 torre del bianco · h1 torre del bianco | a8 torre del nero · d8 donna del nero · e8 torre del nero · g8 re del nero · a7 pedone del nero · b7 pedone del nero · c7 pedone del nero · e7 alfiere del nero · g7 pedone del nero · h7 pedone del nero · d5 pedone del bianco · f5 pedone del nero · e4 alfiere del nero · f4 pedone del bianco · g4 alfiere del bianco · c3 alfiere del bianco · g3 donna del bianco · h3 cavallo del bianco · a2 pedone del bianco · b2 pedone del bianco · c2 pedone del bianco · g2 pedone del bianco · h2 pedone del bianco · c1 re del bianco · d1 torre del bianco · h1 torre del bianco | a8 torre del nero · d8 donna del nero · e8 torre del nero · g8 re del nero · a7 pedone del nero · b7 pedone del nero · c7 pedone del nero · e7 alfiere del nero · g7 pedone del nero · h7 pedone del nero · d5 pedone del bianco · f5 pedone del nero · e4 alfiere del nero · f4 pedone del bianco · g4 alfiere del bianco · c3 alfiere del bianco · g3 donna del bianco · h3 cavallo del bianco · a2 pedone del bianco · b2 pedone del bianco · c2 pedone del bianco · g2 pedone del bianco · h2 pedone del bianco · c1 re del bianco · d1 torre del bianco · h1 torre del bianco | a8 torre del nero · d8 donna del nero · e8 torre del nero · g8 re del nero · a7 pedone del nero · b7 pedone del nero · c7 pedone del nero · e7 alfiere del nero · g7 pedone del nero · h7 pedone del nero · d5 pedone del bianco · f5 pedone del nero · e4 alfiere del nero · f4 pedone del bianco · g4 alfiere del bianco · c3 alfiere del bianco · g3 donna del bianco · h3 cavallo del bianco · a2 pedone del bianco · b2 pedone del bianco · c2 pedone del bianco · g2 pedone del bianco · h2 pedone del bianco · c1 re del bianco · d1 torre del bianco · h1 torre del bianco | a8 torre del nero · d8 donna del nero · e8 torre del nero · g8 re del nero · a7 pedone del nero · b7 pedone del nero · c7 pedone del nero · e7 alfiere del nero · g7 pedone del nero · h7 pedone del nero · d5 pedone del bianco · f5 pedone del nero · e4 alfiere del nero · f4 pedone del bianco · g4 alfiere del bianco · c3 alfiere del bianco · g3 donna del bianco · h3 cavallo del bianco · a2 pedone del bianco · b2 pedone del bianco · c2 pedone del bianco · g2 pedone del bianco · h2 pedone del bianco · c1 re del bianco · d1 torre del bianco · h1 torre del bianco | a8 torre del nero · d8 donna del nero · e8 torre del nero · g8 re del nero · a7 pedone del nero · b7 pedone del nero · c7 pedone del nero · e7 alfiere del nero · g7 pedone del nero · h7 pedone del nero · d5 pedone del bianco · f5 pedone del nero · e4 alfiere del nero · f4 pedone del bianco · g4 alfiere del bianco · c3 alfiere del bianco · g3 donna del bianco · h3 cavallo del bianco · a2 pedone del bianco · b2 pedone del bianco · c2 pedone del bianco · g2 pedone del bianco · h2 pedone del bianco · c1 re del bianco · d1 torre del bianco · h1 torre del bianco | 4 |
| 3 | a8 torre del nero · d8 donna del nero · e8 torre del nero · g8 re del nero · a7 pedone del nero · b7 pedone del nero · c7 pedone del nero · e7 alfiere del nero · g7 pedone del nero · h7 pedone del nero · d5 pedone del bianco · f5 pedone del nero · e4 alfiere del nero · f4 pedone del bianco · g4 alfiere del bianco · c3 alfiere del bianco · g3 donna del bianco · h3 cavallo del bianco · a2 pedone del bianco · b2 pedone del bianco · c2 pedone del bianco · g2 pedone del bianco · h2 pedone del bianco · c1 re del bianco · d1 torre del bianco · h1 torre del bianco | a8 torre del nero · d8 donna del nero · e8 torre del nero · g8 re del nero · a7 pedone del nero · b7 pedone del nero · c7 pedone del nero · e7 alfiere del nero · g7 pedone del nero · h7 pedone del nero · d5 pedone del bianco · f5 pedone del nero · e4 alfiere del nero · f4 pedone del bianco · g4 alfiere del bianco · c3 alfiere del bianco · g3 donna del bianco · h3 cavallo del bianco · a2 pedone del bianco · b2 pedone del bianco · c2 pedone del bianco · g2 pedone del bianco · h2 pedone del bianco · c1 re del bianco · d1 torre del bianco · h1 torre del bianco | a8 torre del nero · d8 donna del nero · e8 torre del nero · g8 re del nero · a7 pedone del nero · b7 pedone del nero · c7 pedone del nero · e7 alfiere del nero · g7 pedone del nero · h7 pedone del nero · d5 pedone del bianco · f5 pedone del nero · e4 alfiere del nero · f4 pedone del bianco · g4 alfiere del bianco · c3 alfiere del bianco · g3 donna del bianco · h3 cavallo del bianco · a2 pedone del bianco · b2 pedone del bianco · c2 pedone del bianco · g2 pedone del bianco · h2 pedone del bianco · c1 re del bianco · d1 torre del bianco · h1 torre del bianco | a8 torre del nero · d8 donna del nero · e8 torre del nero · g8 re del nero · a7 pedone del nero · b7 pedone del nero · c7 pedone del nero · e7 alfiere del nero · g7 pedone del nero · h7 pedone del nero · d5 pedone del bianco · f5 pedone del nero · e4 alfiere del nero · f4 pedone del bianco · g4 alfiere del bianco · c3 alfiere del bianco · g3 donna del bianco · h3 cavallo del bianco · a2 pedone del bianco · b2 pedone del bianco · c2 pedone del bianco · g2 pedone del bianco · h2 pedone del bianco · c1 re del bianco · d1 torre del bianco · h1 torre del bianco | a8 torre del nero · d8 donna del nero · e8 torre del nero · g8 re del nero · a7 pedone del nero · b7 pedone del nero · c7 pedone del nero · e7 alfiere del nero · g7 pedone del nero · h7 pedone del nero · d5 pedone del bianco · f5 pedone del nero · e4 alfiere del nero · f4 pedone del bianco · g4 alfiere del bianco · c3 alfiere del bianco · g3 donna del bianco · h3 cavallo del bianco · a2 pedone del bianco · b2 pedone del bianco · c2 pedone del bianco · g2 pedone del bianco · h2 pedone del bianco · c1 re del bianco · d1 torre del bianco · h1 torre del bianco | a8 torre del nero · d8 donna del nero · e8 torre del nero · g8 re del nero · a7 pedone del nero · b7 pedone del nero · c7 pedone del nero · e7 alfiere del nero · g7 pedone del nero · h7 pedone del nero · d5 pedone del bianco · f5 pedone del nero · e4 alfiere del nero · f4 pedone del bianco · g4 alfiere del bianco · c3 alfiere del bianco · g3 donna del bianco · h3 cavallo del bianco · a2 pedone del bianco · b2 pedone del bianco · c2 pedone del bianco · g2 pedone del bianco · h2 pedone del bianco · c1 re del bianco · d1 torre del bianco · h1 torre del bianco | a8 torre del nero · d8 donna del nero · e8 torre del nero · g8 re del nero · a7 pedone del nero · b7 pedone del nero · c7 pedone del nero · e7 alfiere del nero · g7 pedone del nero · h7 pedone del nero · d5 pedone del bianco · f5 pedone del nero · e4 alfiere del nero · f4 pedone del bianco · g4 alfiere del bianco · c3 alfiere del bianco · g3 donna del bianco · h3 cavallo del bianco · a2 pedone del bianco · b2 pedone del bianco · c2 pedone del bianco · g2 pedone del bianco · h2 pedone del bianco · c1 re del bianco · d1 torre del bianco · h1 torre del bianco | a8 torre del nero · d8 donna del nero · e8 torre del nero · g8 re del nero · a7 pedone del nero · b7 pedone del nero · c7 pedone del nero · e7 alfiere del nero · g7 pedone del nero · h7 pedone del nero · d5 pedone del bianco · f5 pedone del nero · e4 alfiere del nero · f4 pedone del bianco · g4 alfiere del bianco · c3 alfiere del bianco · g3 donna del bianco · h3 cavallo del bianco · a2 pedone del bianco · b2 pedone del bianco · c2 pedone del bianco · g2 pedone del bianco · h2 pedone del bianco · c1 re del bianco · d1 torre del bianco · h1 torre del bianco | 3 |
| 2 | a8 torre del nero · d8 donna del nero · e8 torre del nero · g8 re del nero · a7 pedone del nero · b7 pedone del nero · c7 pedone del nero · e7 alfiere del nero · g7 pedone del nero · h7 pedone del nero · d5 pedone del bianco · f5 pedone del nero · e4 alfiere del nero · f4 pedone del bianco · g4 alfiere del bianco · c3 alfiere del bianco · g3 donna del bianco · h3 cavallo del bianco · a2 pedone del bianco · b2 pedone del bianco · c2 pedone del bianco · g2 pedone del bianco · h2 pedone del bianco · c1 re del bianco · d1 torre del bianco · h1 torre del bianco | a8 torre del nero · d8 donna del nero · e8 torre del nero · g8 re del nero · a7 pedone del nero · b7 pedone del nero · c7 pedone del nero · e7 alfiere del nero · g7 pedone del nero · h7 pedone del nero · d5 pedone del bianco · f5 pedone del nero · e4 alfiere del nero · f4 pedone del bianco · g4 alfiere del bianco · c3 alfiere del bianco · g3 donna del bianco · h3 cavallo del bianco · a2 pedone del bianco · b2 pedone del bianco · c2 pedone del bianco · g2 pedone del bianco · h2 pedone del bianco · c1 re del bianco · d1 torre del bianco · h1 torre del bianco | a8 torre del nero · d8 donna del nero · e8 torre del nero · g8 re del nero · a7 pedone del nero · b7 pedone del nero · c7 pedone del nero · e7 alfiere del nero · g7 pedone del nero · h7 pedone del nero · d5 pedone del bianco · f5 pedone del nero · e4 alfiere del nero · f4 pedone del bianco · g4 alfiere del bianco · c3 alfiere del bianco · g3 donna del bianco · h3 cavallo del bianco · a2 pedone del bianco · b2 pedone del bianco · c2 pedone del bianco · g2 pedone del bianco · h2 pedone del bianco · c1 re del bianco · d1 torre del bianco · h1 torre del bianco | a8 torre del nero · d8 donna del nero · e8 torre del nero · g8 re del nero · a7 pedone del nero · b7 pedone del nero · c7 pedone del nero · e7 alfiere del nero · g7 pedone del nero · h7 pedone del nero · d5 pedone del bianco · f5 pedone del nero · e4 alfiere del nero · f4 pedone del bianco · g4 alfiere del bianco · c3 alfiere del bianco · g3 donna del bianco · h3 cavallo del bianco · a2 pedone del bianco · b2 pedone del bianco · c2 pedone del bianco · g2 pedone del bianco · h2 pedone del bianco · c1 re del bianco · d1 torre del bianco · h1 torre del bianco | a8 torre del nero · d8 donna del nero · e8 torre del nero · g8 re del nero · a7 pedone del nero · b7 pedone del nero · c7 pedone del nero · e7 alfiere del nero · g7 pedone del nero · h7 pedone del nero · d5 pedone del bianco · f5 pedone del nero · e4 alfiere del nero · f4 pedone del bianco · g4 alfiere del bianco · c3 alfiere del bianco · g3 donna del bianco · h3 cavallo del bianco · a2 pedone del bianco · b2 pedone del bianco · c2 pedone del bianco · g2 pedone del bianco · h2 pedone del bianco · c1 re del bianco · d1 torre del bianco · h1 torre del bianco | a8 torre del nero · d8 donna del nero · e8 torre del nero · g8 re del nero · a7 pedone del nero · b7 pedone del nero · c7 pedone del nero · e7 alfiere del nero · g7 pedone del nero · h7 pedone del nero · d5 pedone del bianco · f5 pedone del nero · e4 alfiere del nero · f4 pedone del bianco · g4 alfiere del bianco · c3 alfiere del bianco · g3 donna del bianco · h3 cavallo del bianco · a2 pedone del bianco · b2 pedone del bianco · c2 pedone del bianco · g2 pedone del bianco · h2 pedone del bianco · c1 re del bianco · d1 torre del bianco · h1 torre del bianco | a8 torre del nero · d8 donna del nero · e8 torre del nero · g8 re del nero · a7 pedone del nero · b7 pedone del nero · c7 pedone del nero · e7 alfiere del nero · g7 pedone del nero · h7 pedone del nero · d5 pedone del bianco · f5 pedone del nero · e4 alfiere del nero · f4 pedone del bianco · g4 alfiere del bianco · c3 alfiere del bianco · g3 donna del bianco · h3 cavallo del bianco · a2 pedone del bianco · b2 pedone del bianco · c2 pedone del bianco · g2 pedone del bianco · h2 pedone del bianco · c1 re del bianco · d1 torre del bianco · h1 torre del bianco | a8 torre del nero · d8 donna del nero · e8 torre del nero · g8 re del nero · a7 pedone del nero · b7 pedone del nero · c7 pedone del nero · e7 alfiere del nero · g7 pedone del nero · h7 pedone del nero · d5 pedone del bianco · f5 pedone del nero · e4 alfiere del nero · f4 pedone del bianco · g4 alfiere del bianco · c3 alfiere del bianco · g3 donna del bianco · h3 cavallo del bianco · a2 pedone del bianco · b2 pedone del bianco · c2 pedone del bianco · g2 pedone del bianco · h2 pedone del bianco · c1 re del bianco · d1 torre del bianco · h1 torre del bianco | 2 |
| 1 | a8 torre del nero · d8 donna del nero · e8 torre del nero · g8 re del nero · a7 pedone del nero · b7 pedone del nero · c7 pedone del nero · e7 alfiere del nero · g7 pedone del nero · h7 pedone del nero · d5 pedone del bianco · f5 pedone del nero · e4 alfiere del nero · f4 pedone del bianco · g4 alfiere del bianco · c3 alfiere del bianco · g3 donna del bianco · h3 cavallo del bianco · a2 pedone del bianco · b2 pedone del bianco · c2 pedone del bianco · g2 pedone del bianco · h2 pedone del bianco · c1 re del bianco · d1 torre del bianco · h1 torre del bianco | a8 torre del nero · d8 donna del nero · e8 torre del nero · g8 re del nero · a7 pedone del nero · b7 pedone del nero · c7 pedone del nero · e7 alfiere del nero · g7 pedone del nero · h7 pedone del nero · d5 pedone del bianco · f5 pedone del nero · e4 alfiere del nero · f4 pedone del bianco · g4 alfiere del bianco · c3 alfiere del bianco · g3 donna del bianco · h3 cavallo del bianco · a2 pedone del bianco · b2 pedone del bianco · c2 pedone del bianco · g2 pedone del bianco · h2 pedone del bianco · c1 re del bianco · d1 torre del bianco · h1 torre del bianco | a8 torre del nero · d8 donna del nero · e8 torre del nero · g8 re del nero · a7 pedone del nero · b7 pedone del nero · c7 pedone del nero · e7 alfiere del nero · g7 pedone del nero · h7 pedone del nero · d5 pedone del bianco · f5 pedone del nero · e4 alfiere del nero · f4 pedone del bianco · g4 alfiere del bianco · c3 alfiere del bianco · g3 donna del bianco · h3 cavallo del bianco · a2 pedone del bianco · b2 pedone del bianco · c2 pedone del bianco · g2 pedone del bianco · h2 pedone del bianco · c1 re del bianco · d1 torre del bianco · h1 torre del bianco | a8 torre del nero · d8 donna del nero · e8 torre del nero · g8 re del nero · a7 pedone del nero · b7 pedone del nero · c7 pedone del nero · e7 alfiere del nero · g7 pedone del nero · h7 pedone del nero · d5 pedone del bianco · f5 pedone del nero · e4 alfiere del nero · f4 pedone del bianco · g4 alfiere del bianco · c3 alfiere del bianco · g3 donna del bianco · h3 cavallo del bianco · a2 pedone del bianco · b2 pedone del bianco · c2 pedone del bianco · g2 pedone del bianco · h2 pedone del bianco · c1 re del bianco · d1 torre del bianco · h1 torre del bianco | a8 torre del nero · d8 donna del nero · e8 torre del nero · g8 re del nero · a7 pedone del nero · b7 pedone del nero · c7 pedone del nero · e7 alfiere del nero · g7 pedone del nero · h7 pedone del nero · d5 pedone del bianco · f5 pedone del nero · e4 alfiere del nero · f4 pedone del bianco · g4 alfiere del bianco · c3 alfiere del bianco · g3 donna del bianco · h3 cavallo del bianco · a2 pedone del bianco · b2 pedone del bianco · c2 pedone del bianco · g2 pedone del bianco · h2 pedone del bianco · c1 re del bianco · d1 torre del bianco · h1 torre del bianco | a8 torre del nero · d8 donna del nero · e8 torre del nero · g8 re del nero · a7 pedone del nero · b7 pedone del nero · c7 pedone del nero · e7 alfiere del nero · g7 pedone del nero · h7 pedone del nero · d5 pedone del bianco · f5 pedone del nero · e4 alfiere del nero · f4 pedone del bianco · g4 alfiere del bianco · c3 alfiere del bianco · g3 donna del bianco · h3 cavallo del bianco · a2 pedone del bianco · b2 pedone del bianco · c2 pedone del bianco · g2 pedone del bianco · h2 pedone del bianco · c1 re del bianco · d1 torre del bianco · h1 torre del bianco | a8 torre del nero · d8 donna del nero · e8 torre del nero · g8 re del nero · a7 pedone del nero · b7 pedone del nero · c7 pedone del nero · e7 alfiere del nero · g7 pedone del nero · h7 pedone del nero · d5 pedone del bianco · f5 pedone del nero · e4 alfiere del nero · f4 pedone del bianco · g4 alfiere del bianco · c3 alfiere del bianco · g3 donna del bianco · h3 cavallo del bianco · a2 pedone del bianco · b2 pedone del bianco · c2 pedone del bianco · g2 pedone del bianco · h2 pedone del bianco · c1 re del bianco · d1 torre del bianco · h1 torre del bianco | a8 torre del nero · d8 donna del nero · e8 torre del nero · g8 re del nero · a7 pedone del nero · b7 pedone del nero · c7 pedone del nero · e7 alfiere del nero · g7 pedone del nero · h7 pedone del nero · d5 pedone del bianco · f5 pedone del nero · e4 alfiere del nero · f4 pedone del bianco · g4 alfiere del bianco · c3 alfiere del bianco · g3 donna del bianco · h3 cavallo del bianco · a2 pedone del bianco · b2 pedone del bianco · c2 pedone del bianco · g2 pedone del bianco · h2 pedone del bianco · c1 re del bianco · d1 torre del bianco · h1 torre del bianco | 1 |
|   | a | b | c | d | e | f | g | h |   |

1. e4 e5 2. f4 d5 3. exd5 e4 4. Cc3 Cf6 5. De2 Ad6 6. d3 0-0 7. dxe4 Cxe4 8. Cxe4 Te8 9. Ad2 Af5 10. 0-0-0 Axe4 11. Dg4 f5 12. Rg3 Cd7 13. Ac3 Cf6 14. Ch3 Cg4 15. Ae2 Ae7 16. Axg4 (Vedi diagramma a destra)

16. ...Ah4 17. Axf5 Axg3 18. Ae6+ Txe6 19. dxe6 De8 20. hxg3 Axg2 
21. The1 Axh3 22. Td7 Rg6 23. b3 Te8 24. Te5 Axe6 25. Txc7 Rxg3 26. Rb2 h6 27. Txb7 Tc8 28. Ad4 Dg2 29. Txa7 Txc2+ 30. Rb1 Dd2 (0-1)
Anche contro Steinitz (+5 =3 –5) e Tarrasch (+5 =2 –5) concluse la carriera in pareggio, ma ebbe uno score leggermente negativo contro Chigorin (+7 =6 –8) e sorprendentemente contro Joseph Blackburne (+3 =4 –5), mentre chiuse in attivo contro David Janowski (+6 =2 –4) e Géza Maróczy (+4 =7 –3); infine si rivelò nettamente superiore a Carl Schlechter (+8 =9 –2).

## L'abilità negli scacchi alla cieca
Pillsbury fu un fortissimo giocatore di scacchi alla cieca, giocò più di 1000 partite alla cieca in oltre 70 simultanee. Era in grado di giocare a scacchi e a dama contemporaneamente, mentre giocava una mano di whist e recitava a memoria una lunga lista di parole. In questo campo ottenne il suo record con 22 partite alla cieca in simultanea a Mosca nel 1902. In ogni caso, la sua impresa più notevole furono le 21 partite in simultanea alla cieca contro i giocatori del Hannover Hauptturnier del 1902. Il vincitore del torneo avrebbe ottenuto il titolo di Maestro, eppure Pillsbury ottenne +3 =11 –7.
Il giovane Edward Lasker giocò contro Pillsbury in una esibizione alla cieca a Breslavia, contro la volontà di sua madre, e ricordò il fatto nel suo libro "Chess secrets I learned from the Masters":
Ma presto divenne evidente che avrei perso la mia partita anche se fossi stato nel più sereno degli umori. Pillsbury fece una performance meravigliosa, vincendo 13 delle 16 partite alla cieca, pattandone due e perdendone unicamente una. Giocò a scacchi in modo notevole e non fece errori [presumibilmente: nel ricostruire la posizione]. L'immagine di Pillsbury seduto tranquillamente in una sedia, con la schiena rivolta ai giocatori, fumando un sigaro dietro l'altro e rispondendo alle mosse dei suoi avversari dopo una breve riflessione in maniera chiara, priva di esitazioni, mi tornò in mente trenta anni dopo, quando assistetti alla performance da record mondiale di Alechin alla Fiera Mondiale di Chicago, durante la quale giocò trentadue partite contemporaneamente. Fu assolutamente una dimostrazione straordinaria, ma Alechin fece un certo numero di errori e la sua performance non mi impressionò neppure la metà di quella di Pillsbury a Breslavia.
Curiosamente, alla stessa performance di Breslavia assisté anche Alechin, allora di nove anni, che ebbe poi a dichiarare:
L'impresa mi lasciò stupefatto, come del resto stupì tutto il mondo degli scacchi.

## Curiosità
La partita che Pillsbury disputò con Alexander Halprin a Monaco nel 1900 è stata usata come base per la creazione del racconto La Variante dell'Unicorno (1981) di Roger Zelazny, che con questa storia ha vinto un Premio Hugo.
Lo stesso Zelazny racconta (in una postfazione assente nelle edizioni italiane del racconto) che il suo protagonista gioca la parte di Halprin, mentre l'Unicorno quella di Pillsbury.